# Tramway du Touquet-Paris-Plage
Ne doit pas être confondu avec Tramway d'Étaples à Paris-Plage.
Le tramway du Touquet-Paris-Plage est un petit réseau à voie étroite de 0,60 m qui desservit, au début du XXe siècle, la station balnéaire de Paris-Plage sur le littoral de la Côte d'Opale dans le département du Pas-de-Calais.

## Historique
Construit à l'initiative des promoteurs immobiliers de Paris-Plage qui fondèrent la Société des Automobiles sur Rail de Paris-Plage (SARPP), le réseau de tramway fut exploité sous le régime de l'autorisation précaire qui ne permet pas de disposer d'amples renseignements sur son histoire. Ouvert vraisemblablement en 1910, ce court réseau de 4 kilomètres était composé de deux lignes établies en voie de 0,60 m..

## Lignes de tramway

### Le tramway de la Plage
- Une ligne en boucle, avec le « tramway de la Plage » inauguré le 14 juillet 1909, desservant les lieux les plus fréquentés de la ville depuis le Casino de la plage jusqu'au rond-point des Sports, départ de la place de l'hôtel Hermitage → avenue et rue de la Paix → boulevard de la Mer (Docteur Jules Pouget aujourd'hui) → rue et avenue Saint-Jean et retour Place de l’Hermitage jusqu'au rond-point des sports.
- Le terminus se situait avenue de l’Atlantique (Louis Aboudaram aujourd'hui), où le tramway était garé et une boucle se trouvait, à proximité, au Rond point des Sports, au début de l'avenue Atlantique et permettait au tramway de se repositionner dans le bon sens.
- Une antenne se greffait sur cette boucle à hauteur de l'Hermitage et rejoignait la halte du Château du tramway d'Étaples à Paris-Plage, sur l'avenue de Picardie (anciennement chemin de grande communication no 119) en prenant l'avenue de l’Hippodrome (anciennement avenue de la Canche)[4].

### Le tramway du Golf

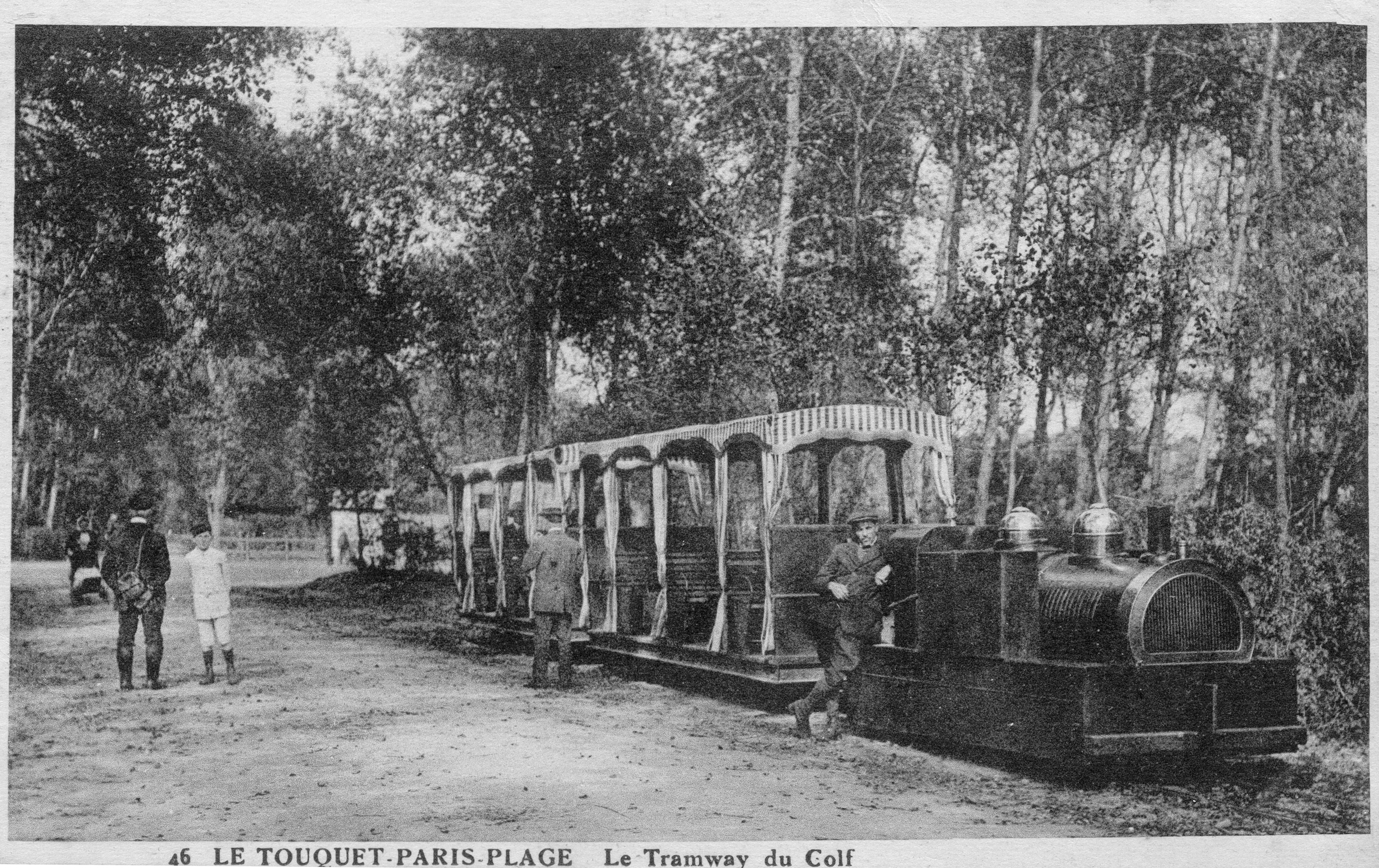
Le Tramway du Touquet : un locotracteur et ses baladeuses desservant le Golf.

- Une autre ligne, inaugurée le 1er juillet 1910, « le tramway du Golf », qui se greffait à hauteur du rond-point des sports et qui desservait le Golf et l'hôtel du Golf par l'avenue des Anglais, aujourd'hui avenue du Général de Gaulle, puis avenue des Anglais et enfin avenue François Godin.

## Dépôts
- Le dépôt du tramway de la plage, constitué d'une boucle, se situe à l'angle nord-est des rues de Moscou et Joseph Duboc (anciennement rue de la Lune) et est relié, par une voie dans la rue de Moscou, à la boucle centre-ville à l'angle de la rue de Moscou et de la rue Saint-Jean.
- Le dépôt du tramway du Golf a son dépôt légèrement à l'ouest de l'Avenue des Anglais sur ce qui deviendra un peu plus tard l'Avenue Circulaire (aujourd'hui avenue Louis Quételart)[4].

## Matériel roulant
Sa particularité reposait dans le matériel roulant utilisé. Au début de l'exploitation, les lignes voyaient circuler quatre petites automotrices Campagne/Lorraine-Dietrich à essence pouvant tracter des remorques à voyageurs à caisse fermée. Puis apparurent des locotracteurs (au moins deux exemplaires sont connus), carrossés pour ressembler à des locomotives à vapeur, utilisés uniquement sur la ligne du Golf, tirant des remorques à bogies visiblement issues de la transformation des automotrices précitées et/ou des « baladeuses » ouvertes à deux essieux (disposant de rideaux pour la protection des passagers).

## Exploitation
L'exploitation se déroula normalement jusqu'à la Première Guerre mondiale, durant laquelle le matériel est réquisitionné par l'Artillerie. Interrompue durant le conflit, la circulation du tramway reprit à la fin de celui-ci et cessa définitivement en 1929

## Pour approfondir